# Thượng Nhai
Thượng Nhai (上街区) Hán Việt: Thượng Nhai khu) là một quận thuộc địa cấp thị Trịnh Châu (郑州市), tỉnh Hà Nam, Cộng hòa Nhân dân Trung Hoa. Quận này có các đơn vị hành chính gồm 5 nhai đạo (Trung tâm Lộ, Tế Nguyên Lộ, Tân An Lộ, Công nghiệp Lộ, Khoáng Sơn), 1 trấn. Trước đây có ngành nhôm phát triển nên tên cũ là Lữ Thành (thành nhôm). 